# Bojan Ǵorgievski
Bojan Ǵorgievski (in macedone Бојан Ѓоргиевски?; Skopje, 25 gennaio 1992) è un ex calciatore macedone, di ruolo difensore.